# BZFlag
BZFlag (abbreviazione di Battle Zone capture the Flag) è un videogioco libero OpenGL 3D multiplayer di combattimento tra carroarmati, sviluppato originariamente da Chris Schoeneman e poi da Tim Riker, ispirato a Battlezone. L'intero progetto, incluso il codice sorgente e il bug tracker, è ospitato da SourceForge. Fu scritto originariamente per computer IRIX ma ora è stato portato su Microsoft Windows, GNU/Linux, macOS, BSD, Solaris ed altre piattaforme. È distribuito sotto la licenza LGPL, leggermente differente dalla GPL sotto cui è stato distribuito per alcuni anni.
BZFlag è abbastanza popolare, in effetti è stato il terzo gioco su SorceForge.net a raggiungere il milione di download l'11 dicembre 2004. Esistono circa 100 server attivi (anche se circa il 10-20% ha giocatori attivi per la maggior parte del tempo) e in data 18 marzo 2006 c'erano oltre 5500 giocatori registrati al forum ufficiale di BZFlag. Inoltre BZFlag è stato progetto del mese di SourceForge.net nel mese di aprile 2004.

## Modalità di gioco
I giocatori guidano il loro carroarmato, in una visione in prima persona, dentro ad un mondo definito dal server (chiamato anche mappa, map in inglese), che può essere modificato. L'obiettivo principale è di distruggere i carroarmati dei nemici, cioè che appartengono ad un altro squadra. Per esempio i verdi devono colpire i rossi, i blu, i viola e i rogue, che non appartengono a nessuna squadra e quindi possono sparare a tutti.
Ci sono varie modalità di gioco che modificano gli obiettivi. Le modalità sono sempre definite dal server. Se non è specificato nulla allora l'obiettivo è quello soprastante (uccidere i carri nemici), chiamato libero per tutti (free for all in inglese) o FFA per brevità.
Ci sono altre due modalità di gioco (tre in totale): cattura la bandiera (Capture the flag o CTF in inglese), nella quale i carri devono catturare la bandiera nemica e riportarla alla loro "casa base" (una piccola area segnata con il colore della squadra che è semplicemente il quartier generale), e Caccia al coniglio nel quale l'obiettivo è, per tutti i carri (sia rossi che gialli) cercare di distruggere un particolare carro bianco, chiamato coniglio.
I server possono cambiare la modalità di gioco e possono avere mappe ottimizzate per raggiungere gli obiettivi del gioco. Non mancano i modi di cacciare i giocatori indesiderati dal server, i filtri dei messaggi e una intera collezione di caratteristiche anti-trucco.
Anche se ogni connessione può ospitare un gioco, le connessioni modem possono tipicamente reggere un giocatore o due al massimo; perciò le connessioni più veloci caratterizzano la maggior parte dei server. Il gioco è tradotto in dodici lingue ma a dispetto di ciò i server e le "ore di picco" sono dominate dagli Stati Uniti d'America. C'è un numero significativo di server internazionali che sono funzionanti ininterrottamente, però il picco di giocatori tende ad essere basato sulle vacanze e sugli orari degli USA.

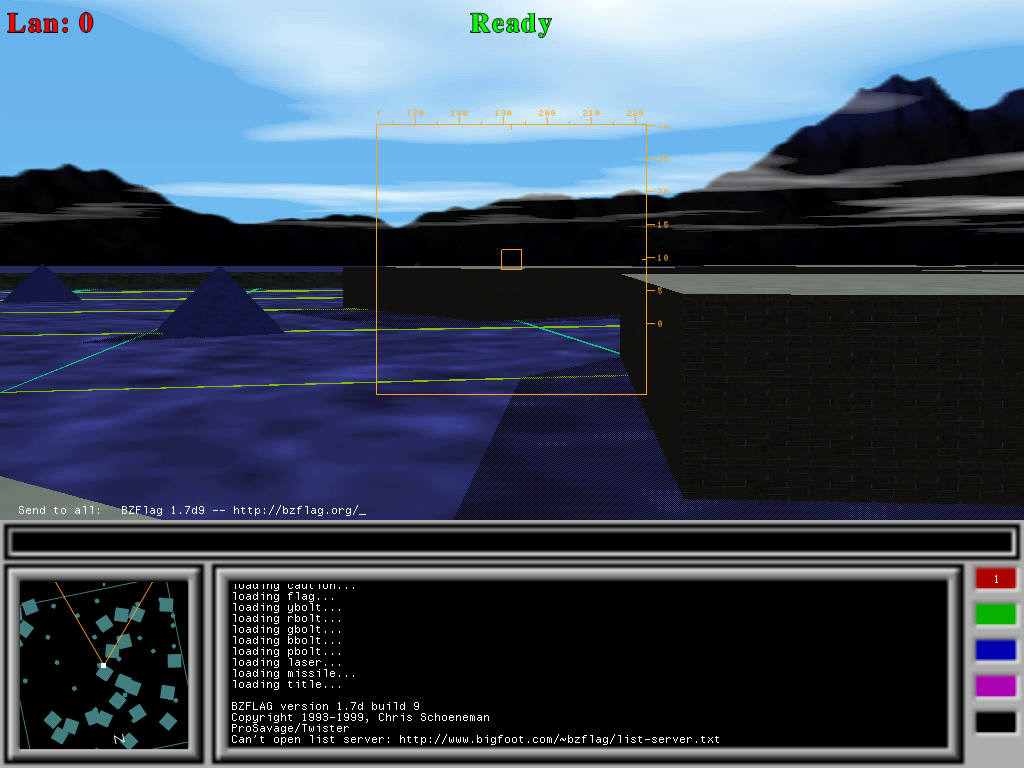
Una versione più vecchia (1.7d9)
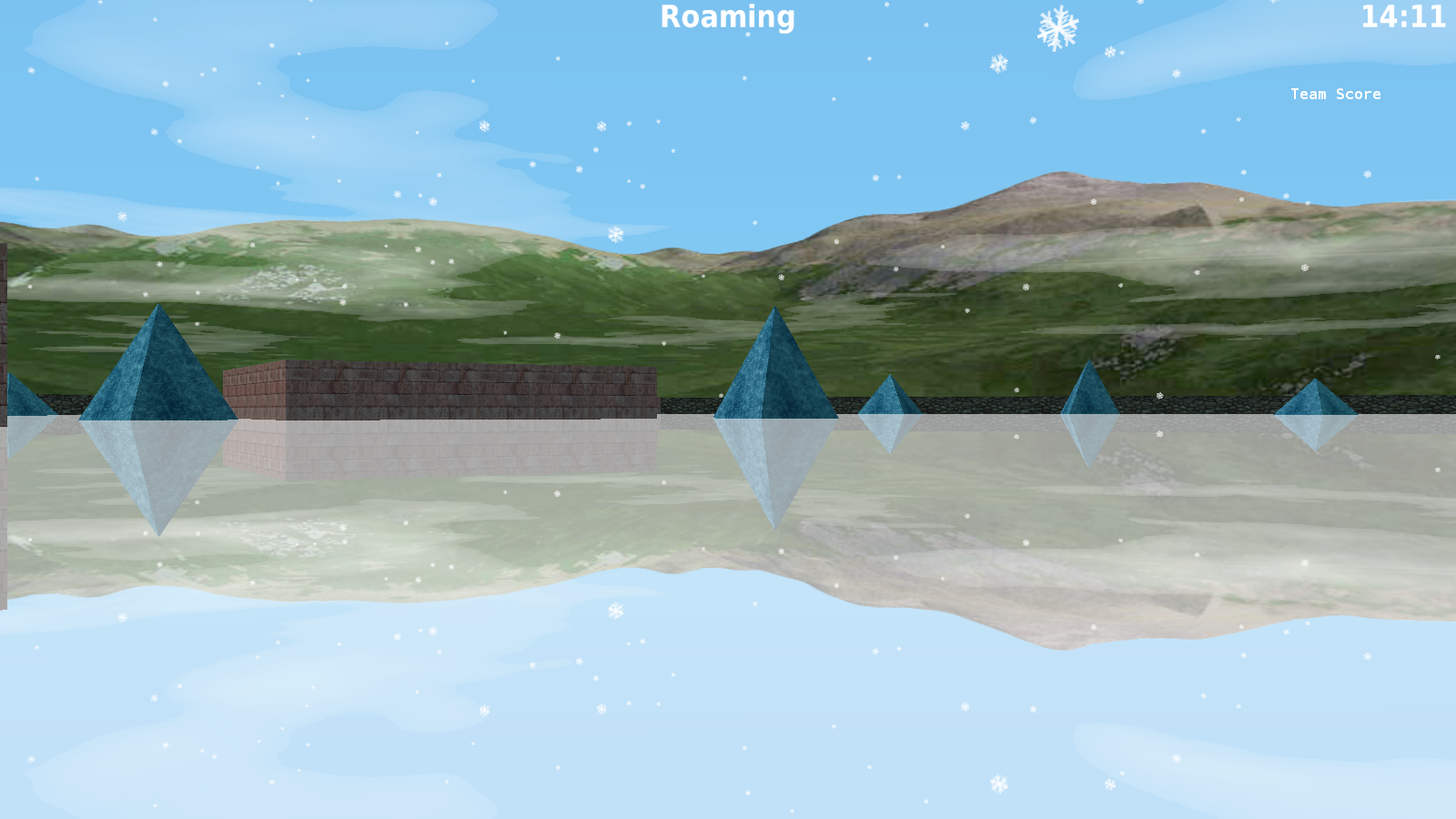
Versione a alta qualità grafica
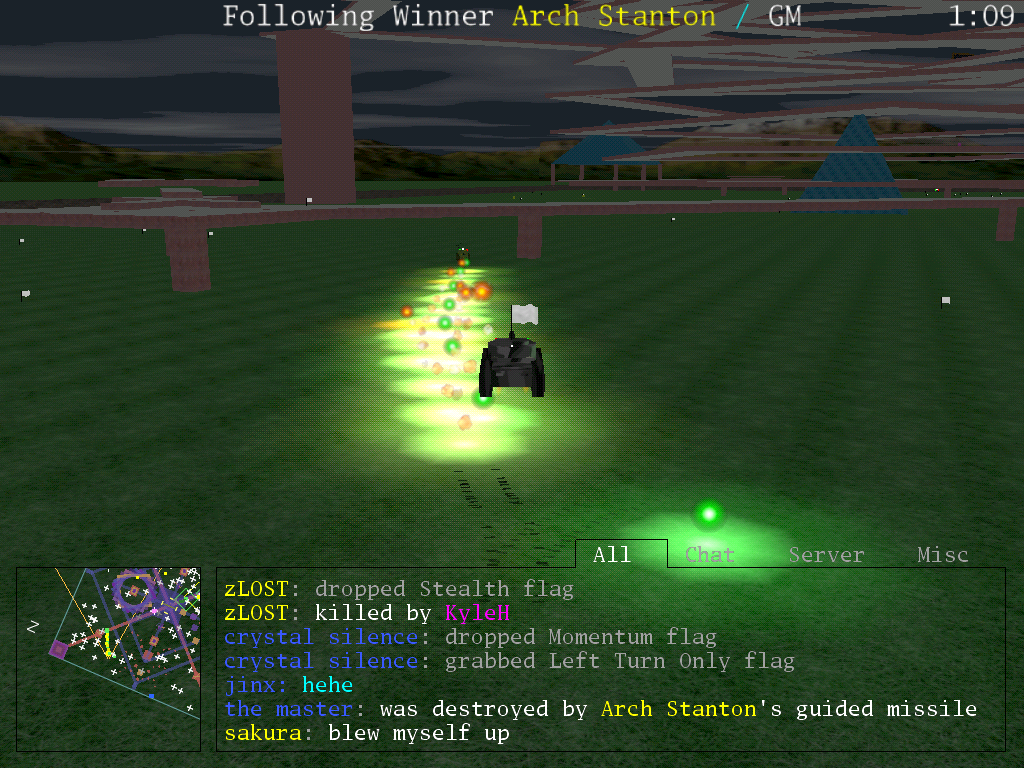
Modalità osservatore
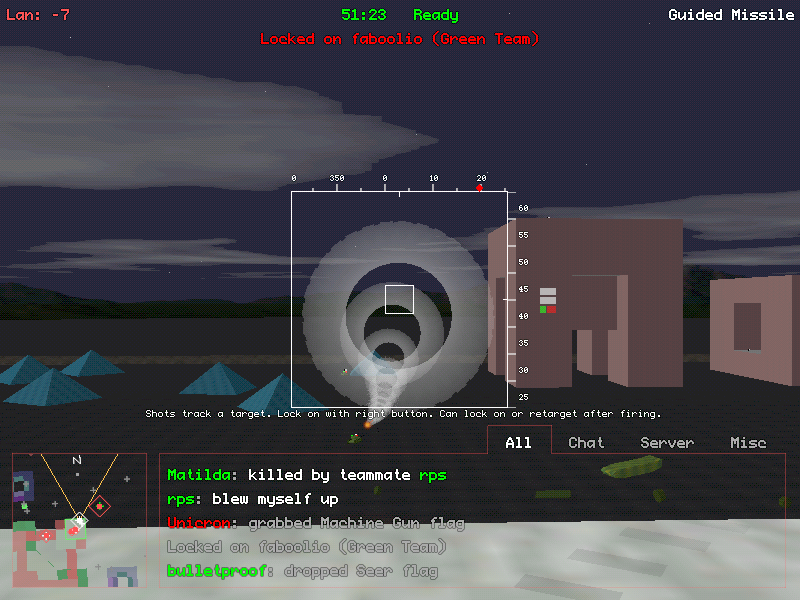
Un missile guidato viene sparato durante un CTF